# عايدة فستق
عايدة فستق هي لبنانية من أصل فلسطيني كانت زوجة من زوجات الملك عبد الله بن عبد العزيز آل سعود الذي حكم المملكة العربية السعودية خلال الأعوام 2005-2015. تنحدر عايدة لعائلة مسلمة سنية لبنانية، لديها ثمانية أشقاء وهم رجال أعمال منهم محمود فستق، وشقيقتها عبلة فستق زوجة نسيب لحود السياسي اللبناني، ولديها أخت متزوجة من رفعت الأسد عم الرئيس السوري بشار الأسد. لا يعرف تاريخ ميلادها لكن يقدر عمرها بالثمانينيات.
أنجبت عايدة ثلاثة أبناء من الملك عبد الله وهم الأميرة عادلة والأميرة علياء مديرة برامج المسؤولية الاجتماعية بجمعية الأطفال المعاقين زوجة الأمير سعود بن سعد بن محمد آل سعود ابن عمتها والأمير عبد العزيز كان متزوجاً من الأميرة عبير بنت تركي بن ناصر بن عبد العزيز آل سعود وشغل منصب مساعد وزير الخارجية السابق.
تقيم حاليأ في المملكة العربية السعودية بالرغم من انفصالها عن الملك عبد الله، وتتحدث اللهجة اللبنانية والسعودية.